# Crambomorphus madagascariensis
Crambomorphus madagascariensis är en insektsart som först beskrevs av Van der Weele 1907.  Crambomorphus madagascariensis ingår i släktet Crambomorphus och familjen myrlejonsländor. Inga underarter finns listade i Catalogue of Life.